# Second Helping
| Recensione                        | Giudizio            |
| --------------------------------- | ------------------- |
| AllMusic                          | [ 4 ]               |
| Robert Christgau                  | A-                  |
| The New Rolling Stone Album Guide | [ 6 ]               |
| Sputnikmusic                      | 4.5 (Superb)        |
| Storia della musica               | [ 8 ]               |
| Ondarock                          | (Disco consigliato) |
| Dizionario del Pop-Rock           | [ 10 ]              |
| 24.000 dischi                     | [ 11 ]              |

Second Helping è il secondo album in studio del gruppo southern rock statunitense Lynyrd Skynyrd pubblicato il 15 aprile 1974 per l'etichetta discografica MCA Records.
L'album contiene la loro hit Sweet Home Alabama, in risposta alle canzoni di Neil Young Southern Man e Alabama che contenevano delle critiche alle popolazioni del Sud degli Stati Uniti tacciate di razzismo. La canzone raggiungerà l'ottavo posto nella classifica Billboard Hot 100 nell'ottobre del 1974.

## Il disco
L'album venne pubblicato in un momento cruciale della storia dei Lynyrd Skynyrd; nel 1974, infatti, il gruppo, dopo l'ottimo riscontro arriso all'album di debutto (Pronounced 'Leh-'nérd 'Skin-'nérd), era in cerca della definitiva consacrazione artistica e commerciale. Fu proprio l'inclusione nel disco del brano Sweet Home Alabama, senza ombra di dubbio una delle canzoni rock più famose e conosciute in assoluto, a far fare il grande salto alla band. L'opera include anche altri celebri brani del repertorio del gruppo quali I Need You, Don't Ask Me No Questions, Workin' for MCA, ironico omaggio alla propria casa discografica e alle promesse del mondo dello show business, The Ballad of Curtis Loew, blues in favore dell'integrazione razziale tra bianchi e neri, The Needle and the Spoon, contro l'abuso di sostanze stupefacenti, ed in conclusione Call Me the Breeze, cover di J.J. Cale. Fondamentale nelle dinamiche interne della band, fu l'entrata ufficiale del chitarrista Ed King in formazione.

## Tracce
Lato A
1. Sweet Home Alabama – 4:42 (Ed King, Gary Rossington, Ronnie Van Zant)
2. I Need You – 6:54 (Ed King, Gary Rossington, Ronnie Van Zant)
3. Don't Ask Me No Questions – 3:24 (Gary Rossington, Ronnie Van Zant)
4. Workin' for MCA – 4:46 (Ed King, Ronnie Van Zant)

Lato B
1. The Ballad of Curtis Loew – 4:45 (Allen Collins, Ronnie Van Zant)
2. Swamp Music – 3:29 (Ed King, Ronnie Van Zant)
3. The Needle and the Spoon – 3:52 (Allen Collins, Ronnie Van Zant)
4. Call Me the Breeze – 5:23 (J.J. Cale)

Edizione CD 1997, pubblicato dalla MCA Records (MCAD-11648)
1. Sweet Home Alabama – 4:43 (Ed King, Gary Rossington, Ronnie Van Zant)
2. I Need You – 6:55 (Ed King, Gary Rossington, Ronnie Van Zant)
3. Don't Ask Me No Questions – 3:26 (Gary Rossington, Ronnie Van Zant)
4. Workin' for MCA – 4:49 (Ed King, Ronnie Van Zant)
5. The Ballad of Curtis Loew – 4:51 (Allen Collins, Ronnie Van Zant)
6. Swamp Music – 3:31 (Ed King, Ronnie Van Zant)
7. The Needle and the Spoon – 3:52 (Allen Collins, Ronnie Van Zant)
8. Call Me the Breeze – 5:09 (J.J. Cale)
9. Don't Ask Me No Questions – 3:31 (Gary Rossington, Ronnie Van Zant) – Bonus Track - Versione singolo
10. Was I Right Or Wrong – 5:33 (Gary Rossington, Ronnie Van Zant) – Bonus Track - Sounds of the South Demo
11. Take Your Time – 7:29 (Ronnie Van Zant, Ed King) – Bonus Track - Sounds of the South Demo

## Formazione

### Gruppo
- Ronnie Van Zant - voce solista
- Ronnie Van Zant - accompagnamento vocale - cori (brani: Don't Ask Me No Questions
- Gary Rossington - chitarra (Gibson Les Paul)
- Gary Rossington - chitarra solista (brani: I Need You, Don't Ask Me No Questions, Workin' for MCA, The Ballad of Curtis Loew, Swamp Music e Call Me the Breeze)
- Allen Collins - chitarra (Gibson Firebird)
- Allen Collins - chitarra solista (brani: I Need You, Workin' for MCA, The Needle and the Spoon
- Ed King - chitarra (Fender Stratocaster)
- Ed King - chitarra solista (brani: Sweet Home Alabama e Workin' for MCA)
- Ed King - chitarra ritmica e basso (brano: I Need You)
- Ed King - chitarra slide e basso (brano: Don't Ask Me No Questions)
- Ed King - chitarra slide solista (brano: The Ballad of Curtis Loew)
- Ed King - chitarra fills (brani: Workin' for MCA, Swamp Music, The Needle and the Spoon e Call Me the Breeze)
- Billy Powell - tastiere
- Billy Powell - pianoforte solista (brano: Call Me the Breeze)
- Leon Wilkeson - basso (Firebird Bass)
- Leon Wilkeson - accompagnamento vocale - cori (brani: Don't Ask Me No Questions, Workin' for MCA, Swamp Music e Call Me the Breeze)
- Leon Wilkeson - wolfman (brano: Workin' for MCA)
- Bob Burns - batteria (eccetto nel brano: I Need You)

Musicisti aggiunti
- Clydie King, Merry Clayton & Friends - accompagnamento vocale - cori (brano: Sweet Home Alabama)
- Mike Porter - batteria (brano: I Need You)
- Bobby Keys, Trewor Lawrence & Steve Madiao - corni (brano: Don't Ask Me No Questions)
- Al Kooper - pianoforte, arrangiamento corni (brano: Don't Ask Me No Questions)
- Al Kooper - pianoforte, chitarra acustica, accompagnamento vocale - cori (brano: The Ballad of Curtis Loew)
- Wicker, Toby, Cockroach, Moochie, Punnel, Wolfman, Kooder, Mr. Feedback e Gooshie - hand clapping (battito delle mani)

Note aggiuntive
- Al Kooper - produttore (per la Sounds of the South Productions)
- Registrazioni effettuate al The Record Plant di Los Angeles, CA nel gennaio del 1974, eccetto il brano Sweet Home Alabama
- Brano Sweet Home Alabama registrato presso lo Studio One di Doreville, Georgia (Stati Uniti)
- Al Kooper - ingegnere delle registrazioni
- Austin Goodsey, Bob Merritt, Rodney Mills e Gary Kellgren - assistenti ingegnere delle registrazioni
- Mastering: Austin Goodsey al Kendun Recorders di Burbank, California
- Jan Salerno - illustrazione copertina frontale album
- Emerson-Loew (Sam Emerson e Anthony Loew) e Norman Seef - fotografie[14]